# 公正取引委員会事務総長
公正取引委員会事務総長（こうせいとりひきいいんかいじむそうちょう）は、公正取引委員会事務総局における事務方の長である。独占禁止法35条に基づいて、公正取引委員会事務総局の局務を統理するために置かれる。
1996年の独占禁止法改正法の施行により、従前までの公正取引委員会事務局は事務総局に改組され、内部機構が部制から局制に改められた。従前までの事務方の長は公正取引委員会事務局長と称した。
毎週1回程度、事務総長定例会見が行われている。現在の事務総長は、岩成博夫である。

## 歴代事務総長
歴代の公正取引委員会事務総長は、以下の通りである。
| 代 | 氏名       | 在任期間                    | 前職         | 退任後の主な役職                                                           |
| -- | ---------- | --------------------------- | ------------ | -------------------------------------------------------------------------- |
| 1  | 糸田省吾   | 1996年6月14日-1997年6月23日 | （事務局長） | 公正取引委員会委員                                                         |
| 2  | 矢部丈太郎 | 1997年6月24日-1998年6月29日 | 審査局長     |                                                                            |
| 3  | 塩田薫範   | 1998年6月30日-2000年6月25日 | 経済取引局長 | 商工組合中央金庫副理事長                                                   |
| 4  | 山田昭雄   | 2000年6月26日-2003年6月29日 | 経済取引局長 | 公正取引委員会委員                                                         |
| 5  | 上杉秋則   | 2003年6月30日-2006年6月25日 | 経済取引局長 | フレッシュフィールズブルックハウスデリンガー法律事務所シニアコンサルタント |
| 6  | 伊東章二   | 2006年6月26日-2008年6月23日 | 経済取引局長 |                                                                            |
| 7  | 松山隆英   | 2008年6月24日-2011年1月12日 | 経済取引局長 | 一般社団法人全国公正取引協議会連合会会長代行、TMI総合法律事務所顧問        |
| 8  | 山本和史   | 2011年1月13日-2014年1月8日  | 経済取引局長 | 公正取引委員会委員                                                         |
| 9  | 中島秀夫   | 2014年1月9日-2017年7月6日   | 経済取引局長 | ホワイト＆ケース法律事務所顧問                                             |
| 10 | 山田昭典   | 2017年7月7日-2020年1月14日  | 経済取引局長 | 独立行政法人国民生活センター理事長                                         |
| 11 | 菅久修一   | 2020年1月15日-2022年6月30日 | 経済取引局長 | ベーカー＆マッケンジー法律事務所シニアコンサルタント                       |
| 12 | 小林渉     | 2022年7月1日-2023年7月4日   | 経済取引局長 | 大江橋法律事務所アドバイザー                                               |
| 13 | 藤本哲也   | 2023年7月5日 - 2025年7月1日 | 経済取引局長 |                                                                            |
| 14 | 岩成博夫   | 2025年7月1日 -              | 経済取引局長 |                                                                            |

## 事務局長
| 代 | 氏名       | 在任期間              | 前職     | 退任後の主な役職   |
| -- | ---------- | --------------------- | -------- | ------------------ |
|    | 伊従寛     |                       |          |                    |
|    | 佐藤徳太郎 |                       |          | 公正取引委員会委員 |
|    | 厚谷襄児   | 1987年6月 - 1990年3月 |          |                    |
|    | 植木邦之   | 1990年3月 - 1991年6月 | 審査部長 | 公正取引委員会委員 |
|    | 柴田章平   | 1991年6月 - 1992年7月 |          |                    |
|    | 地頭所五男 | 1992年7月 - 1993年7月 |          |                    |
|    | 糸田省吾   | 1993年7月 - 1996年7月 |          | 公正取引委員会委員 |